# Яйце (їжа)

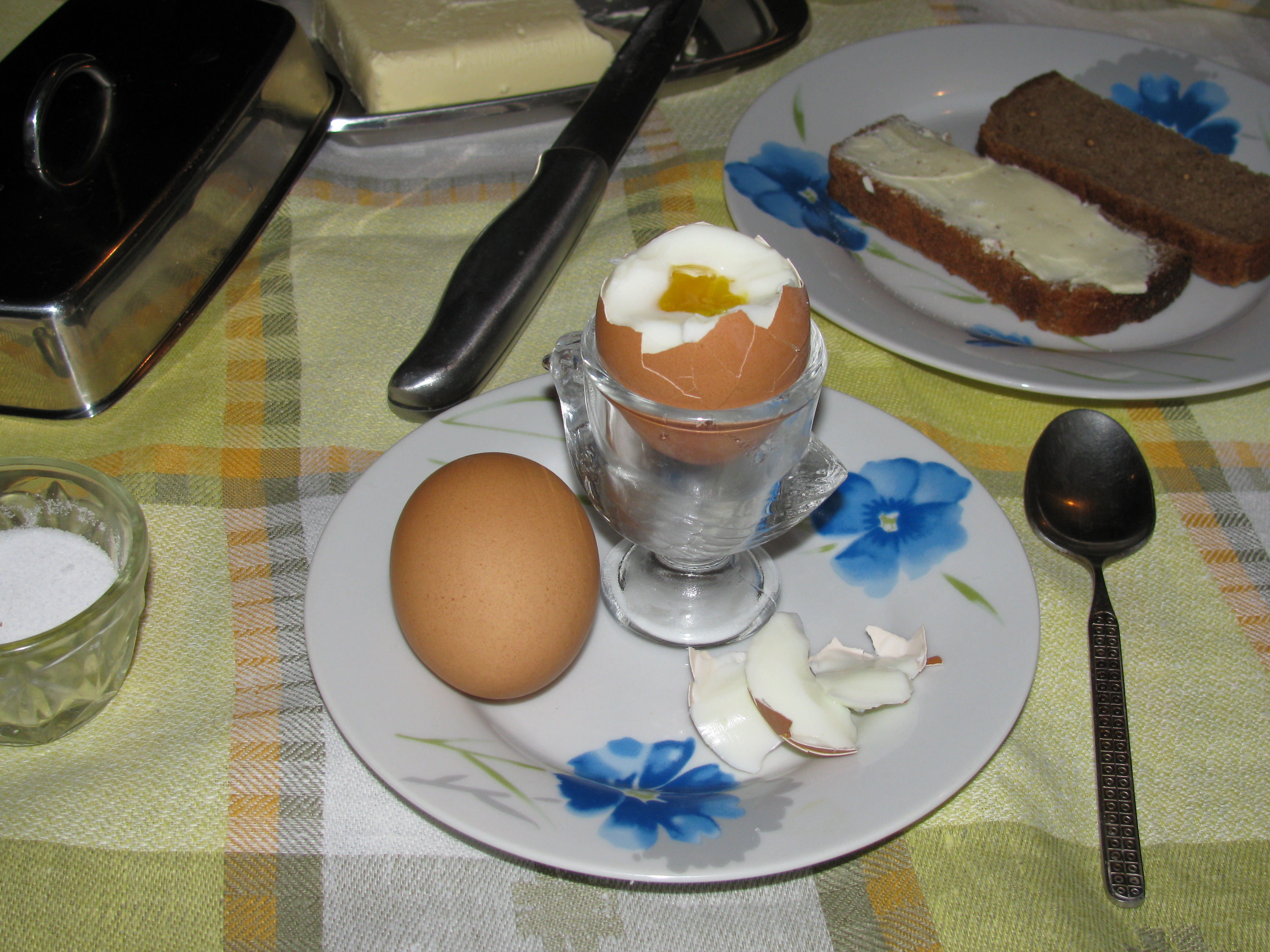
Кухонне приладдя — пашотниця, являє собою підставку під яйце

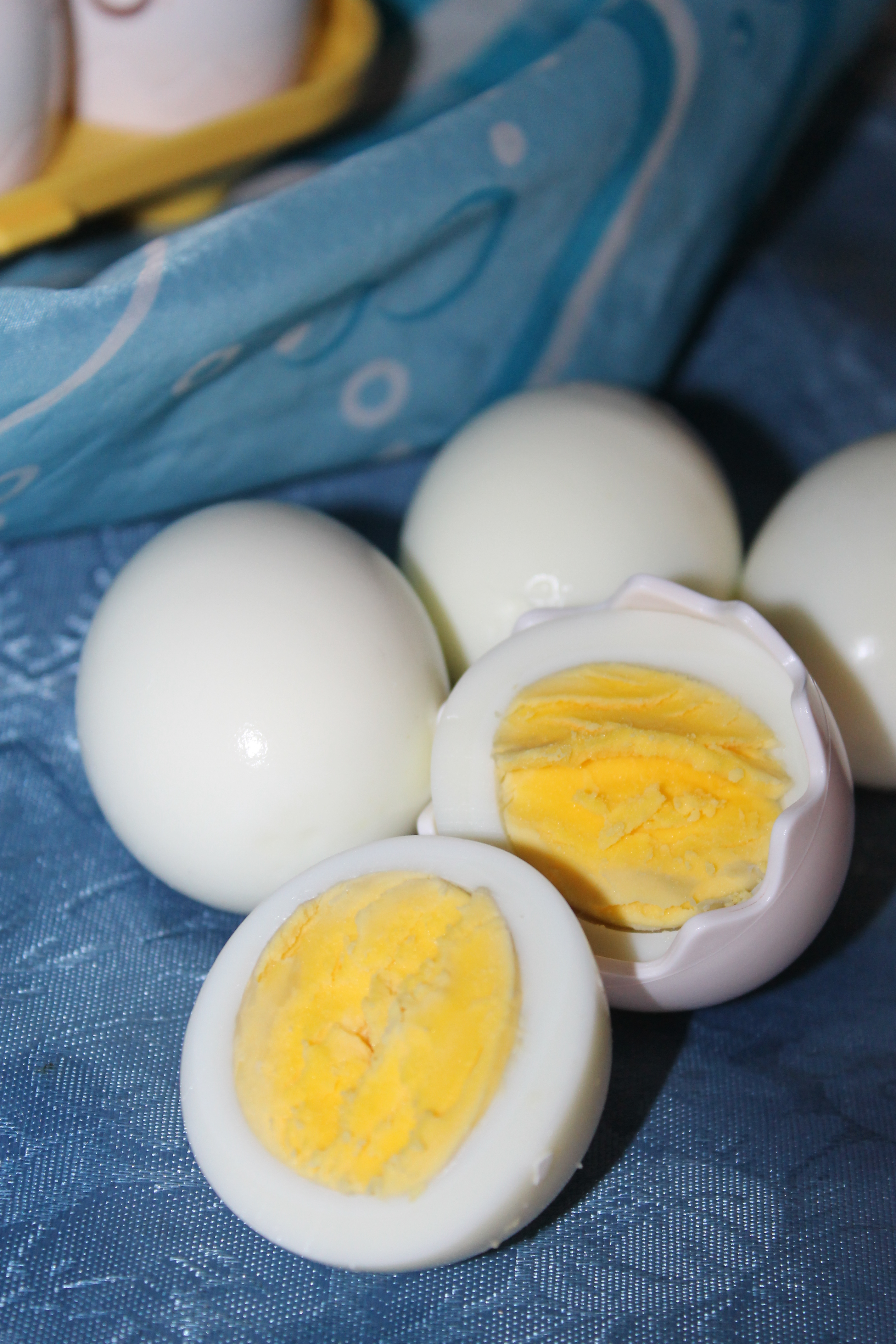
Відварені курячі яйця з «крутим» жовтком

Яйце́  — харчовий продукт.

## Харчова цінність
Яйце складається з білка та жовтка. Жовток містить білки, а також жири й холестерин. Жири, які є в жовтку, в основному поліненасичені і тому не є шкідливими. Білок складається на 90 % з води, на 10 % з білків, не містить холестерину і практично не містить жирів.
Будова яйця і хімічний склад яєць
Пташине яйце складається з жовтка, білка, шкаралупи та оболонок (надшкаралупної, підшкаралупної, білкової і жовткової), на частку яких припадає відповідно 32 %, 56 % та 12 % від ваги яйця. Це співвідношення змінюється залежно від виду птиці і ваги яєць не однаково. Якщо вага яєць збільшується, то кількість білка в абсолютних величинах та у відсотках зростає. Наприклад, при збільшенні ваги курячих яєць до 70 г, абсолютна вага білка зростає до 43,2 г (до 61,7 % від загальної ваги яйця), вага жовтка хоч і збільшується до 19,4г, але знижується до 27,7 % від загальної ваги яйця.
Шкаралупа надає яйцям форми, захищає жовток і білок від впливу несприятливих зовнішніх умов. Товщина шкаралупи курячих яєць коливається в межах від 0,31 до 0,41 мм. Шкаралупа найтовстіша на гострому кінці, а посередині і на тупому кінці тонша і майже однакова. Товщина шкаралупи залежить від виду птиці, умов утримання, годівлі, наявності в раціоні мінеральних речовин та вітамінів. Товщина шкаралупи надає великий вплив на транспортування та зберігання яєць.
Шкаралупа яйця має велику кількість пор — каналів, які відкриваються на поверхні яйця невеликими отворами неправильної форми. Пори розташовані в шкаралупі нерівномірно і кількість їх неоднакова — в різних яйцях вона коливається від 2000 до 13000. Найбільше пор на тупому (тоншому) і найменше гострому кінці яйця. Через пори випаровується вода і відбувається газообмін. Через них в середину яйця можуть проникати бактерії та плісняві грибки.
Після знесення яйце охолоджується, білок та жовток зменшується в об'ємі більше, з яйця випаровується частина води, від чого білкова оболонка стає еластичною. Вона поступово відокремлюється в тупому кінці яйця від підшкаралупної оболонки і утворюється повітряна камера — пуга. Повітряна камера збільшується від випарування води з яйця, особливо при зберіганні його протягом тривалого часу в сухому місці.
Надшкаралупна оболонка (кутикула) — це тонкий безструктурний шар, що утворюється під час знесення яйця з слизу, яким змащується його поверхня. Кутикула закриває пори і тим самим запобігає надмірному випарюванню води з яйця та проникненню в нього мікроорганізмів і пліснявих грибків. При обмиванні шкаралупи кутикула легко стирається і якість яйця знижується. Свіже яйце, покрите кутикулою, має матову поверхню. При тривалому зберіганні кутикула руйнується і поверхня лежалого яйця стає блискучою.
Пігментація шкаралупи залежить від наявності пігменту. Курячи яйця бувають білого або від світло-коричневого до коричневого кольору. Забарвлення яйця може змінюватися залежно від зовнішніх умов і від годівлі птиці.
Шкаралупа яйця пропускає ультрафіолетові та світлові промені, що дозволяє просвічувати яйця на овоскопі. Яйця з темною шкаралупою гірше просвічуються порівняно до яєць з білою.
Білок яйця закривається двома оболонками. Одна з них щільно прилягає до білка і називається білковою, друга щільно прилипає до шкаралупи і називається підшкаралупною. Білок яйця — прозора, майже безбарвна, з зеленкуватим відтінком, тягуча й дуже рухлива речовина. При збиванні білок здатний утворювати щільну міцну піну.
Навколо жовтка білок розташований шарами неоднакової щільності: перший — рідкий, знаходиться під білковою оболонкою (26-28 % ваги всього білка); другий — густий (майже 50 % усього білка); в середині шару густого білка розміщується внутрішній рідкий шар (11-12 % білкової маси); четвертий густий шар прилягає до жовткової оболонки, з нього утворюються градинки — джгутики, якими білок кріпиться до шкаралупи (майже 10 %).
Чим більше густого білка, тим яйце придатніше для споживання. При тривалому зберіганні яєць при низькій температурі або короткочасному зберіганні при високій температурі густий білок стає рідким, зникає шаруватість, характерна для свіжого яйця. Співвідношення між кількістю густого й рідкого білка є одним з показників якості яєць. Відношення висоти зовнішнього шару щільного білка до його середнього діаметра називається індексом білка. У свіжих яєць він коливається в межах 0,07-0,09. При тривалому або неправильному зберіганні яєць індекс білка знижується до 0,025-0,03, що свідчить про погіршення білка.
Жовток у свіжому яйці має кулеподібну форму, розташований посередині яйця і складається з концентричних різнокольорових шарів. Верхній шар жовтка світло-жовтий, під ним знаходиться товстіший шар — жовтий, посередині — світло-жовтий тонкий шар. Світлий жовток не такий густий, як темний, і при високій температурі не так швидко зсідається, що можна помітити у вареному яйці, коли його розрізати навпіл.
Колір жовтка залежить від якості корму та утримання птиці. Жовток забарвлюється ксантофілом та каротином, якими багаті зелені корми. Літні яйця мають темно-жовтий жовток, зимові — світло-жовтий.
Жовток має оболонку, яка відіграє велику роль в осмотичних явищах — пропускає гази й рідину. У свіжому яйці жовткова оболонка еластична й пружна, тому при виливанні яйця зберігає кулеподібну форму жовтка. При тривалому зберіганні оболонка втрачає ці властивості і при виливанні яйця жовток розпливається, а інколи його оболонка розривається. Відношення висоти жовтка до його середнього діаметра називається індексом жовтка. У свіжих яєць він коливається в межах 0,40-0,45. При зберіганні яєць індекс жовтка знижується до 0,25 і далі оболонка розривається.

## Склад яєчного білка
До складу курячого яєчного білка входять: вода (86 %), білки (12,7 %), жир (0,3 %), вуглеводи (0,7 %), глюкоза, різноманітні ферменти (протеаза, дипепсідаза, діастаза), вітаміни групи В. Тобто в 100г яєць є білків 12,7г, жирів 0,3г, вуглеводів 0,7г.
Перелік білків яєчного білка:
- Овальбумін (близько 54 %) — переважає в яєчному білку. Був одним із перших білків, виділених у чистому вигляді в 1889 році.
- Овотрансферрін або кональбумін (12—13 %). Овотрансферрін має антибактеріальну дію, у комбінації з дізоцимом і показує антибактеріальний синергізм.
- Лізоцим (muramidase; 3,4—3,5 %) — один з давно відомих комерційних компонентів яйця. Широко використовується як бактеріологічний фермент практично з часу відкриття цієї речовини в 1922 році.
- Овомукоід — головний фактор, який може викликати алергічні реакції.
- Овомуцин (1,5—3,5 %) — високов'язкий глікопротеїн.
- Овоглобуліни (2 %). Включають в себе два різновиди G1 та G2.

## Склад яєчного жовтка
На частку жовтка припадає до 33 % маси рідкого вмісту яйця. Жовток одного середнього курячого яйця (50 г) містить приблизно 60 ккал, що в чотири рази більше ніж у білку (15 ккал). Такий жовток містить приблизно: 2,7 г білків, 210 мг холестерину, 0,61 г вуглеводів і 4,51 г жирів (за даними USDA National Nutrient Database). Отже у жовтку 16.2 % білків, 0.8 % холестерину, 3.6 % вуглеводів, 26.5 % жирів.
Процентний вміст жирних кислот в жовтку:

Поліненасичені жирні кислоти:

Лінолева кислота: 16 %

Ліноленова кислота: 2 %

Мононенасичені жирні кислоти:

Пальмітолеіновая кислота: 5 %

Олеїнова кислота: 47 %

Насичені жирні кислоти:

Пальмітинова кислота: 23 %

Стеаринова кислота: 4 %

Міристинова кислота: 1 %

У підсумку у 100г жовтка більше білків ніж у 100г білка.

## Види і ціни

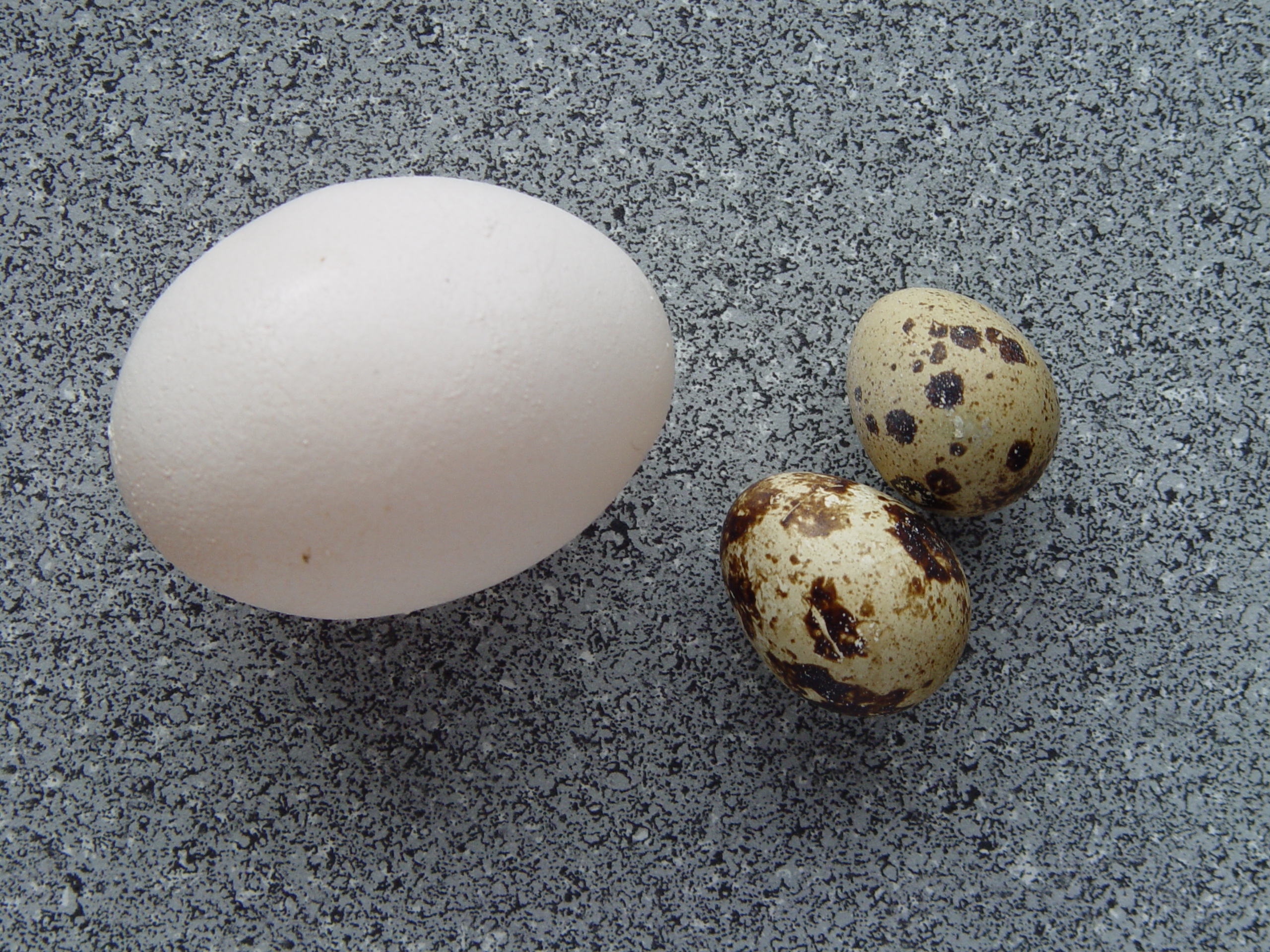
Куряче (зліва) та перепелині яйця

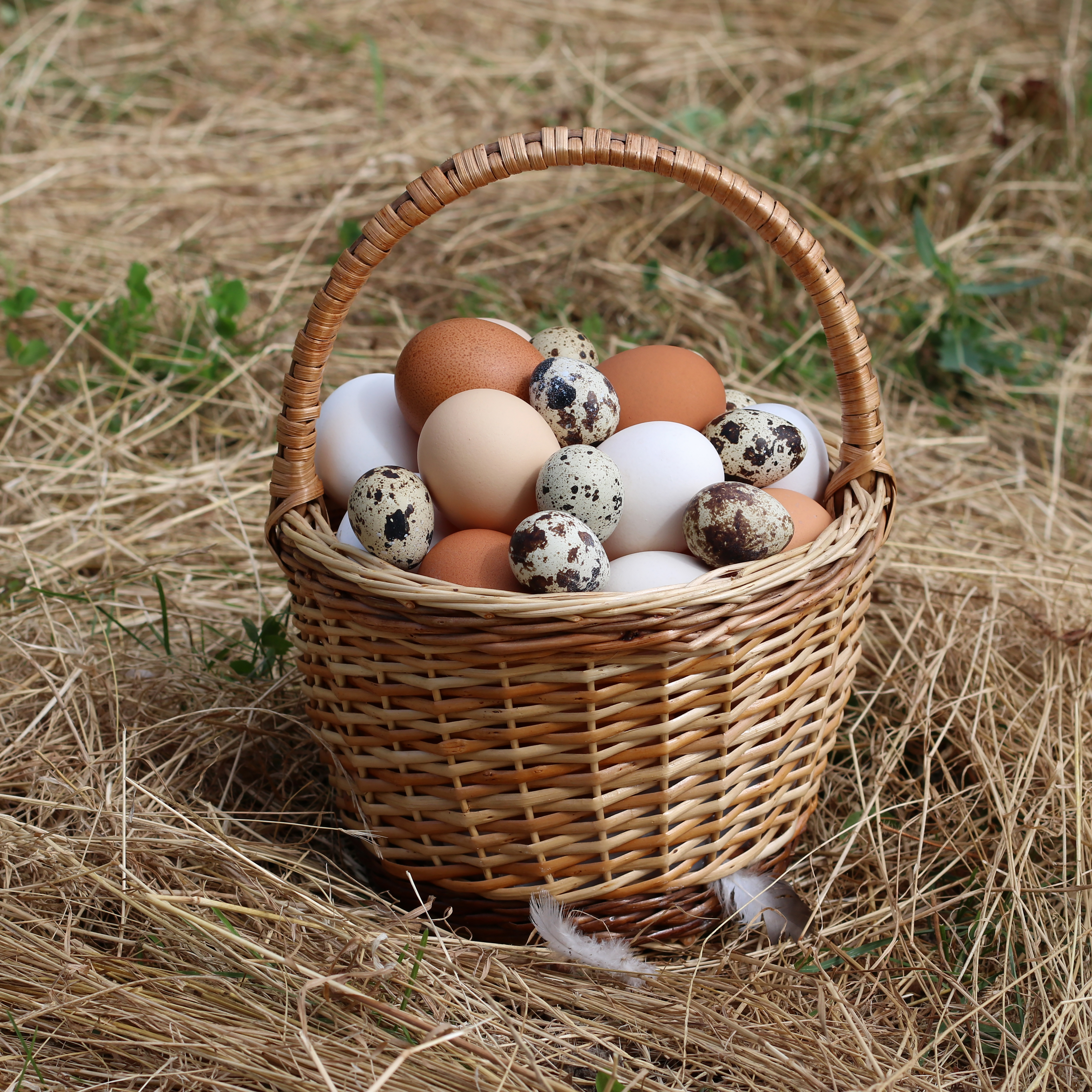
Курячі і перепелині яйця в кошику

Найчастіше їдять курячі, качині та гусячі яйця, але також вживають індичі, перепелині, страусині та яйця інших видів птахів.
У різних порід курей колір шкарлупи може відрізнятися. Колір яйця жодним чином не пов'язаний з його харчовими властивостями. У США курячі яйця зазвичай білі або ж світло-бежеві, тому що такі яйця вважаються «чистішими». У Великій Британії вони зазвичай світло-коричневі.
У серпні 2022 року в Україні середня вартість десятка яєць була 28,5 грн. А у вересні цього ж року у деяких магазинах вони здорожчали на 72% – до 49 гривень. І від початку жовтня ціновий тренд не змінився.
Окрім пташиних яєць в їжу вживають і яйця черепах:
| Вид яєць   | Приблизна вага, гр. |
| ---------- | ------------------- |
| Перепелині | 10-12               |
| Цесарки    | 40                  |
| Фазанячі   | 30                  |
| Курячі     | 55                  |
| Індичі     | 75                  |
| Качині     | 90                  |
| Гусячі     | 200                 |
| Ему        | 380                 |
| Страусячі  | 1200                |

## Класифікація курячих яєць
Згідно з ДСТУ 5028:2008 курячі харчові яйця сортуються за класами та категоріями й мають відповідати санітарно-епідеміологічним вимогам.
За терміном зберігання яйця поділяють на:
- дієтичні — не більше 7 діб,
- столові — не більше 25 діб,
- охолоджені — не більше 90 діб.

Маркування категорій яєць за масою: 
- Дрібні (М) — від 35 до 44,9 г.
- Друга категорія (2 або S) — від 45 до 52,9 г.
- Перша категорія (1 або M) — від 53 до 62,9 г.
- Вища категорія (0 або L) — від 63 до 72,9 г.
- Відбірні (В або XL) — 73 г і вище.